# Wanderfahne
Wanderfahne ist die Bezeichnung für eine traditionelle Auszeichnung, die Gruppen und Personen für eine hervorragende Leistung im Sport oder auf anderen Gebieten übergeben wird.

## Geschichte
Das Aufkommen dieser Form einer Ehrung lässt sich bisher nicht zeitlich feststellen. Die ersten Exemplare dürften bereits im 19. Jahrhundert verliehen worden sein. Ihre Verwendung ist bis in die Gegenwart vor allem bei Sportvereinen gebräuchlich, wie Beispiele von Schützenvereinen und Landjugendverbänden belegen.

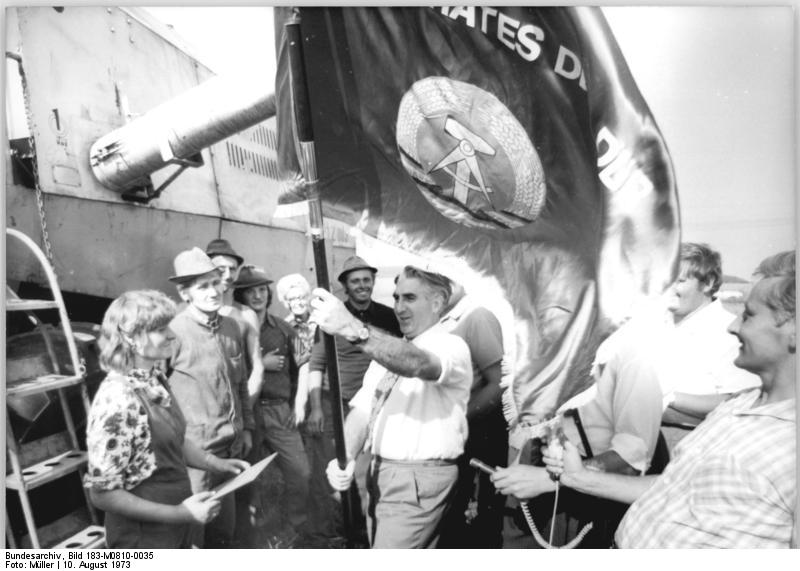
Verleihung einer Wanderfahne durch den DDR-Landwirtschaftsminister an eine LPG

## DDR und andere Staaten des Ostblocks
In der DDR wurde die Wanderfahne von staatlichen Stellen als Auszeichnungsstück im sozialistischen Wettbewerb verliehen. Das FDGB-Lexikon von 2009 schreibt dazu u. a.:

„Eine W. war eine staatliche Auszeichnung für Siegerbetriebe im Wettbewerb. Sie wurde in den drei Kategorien W. des Ministerrats, des Ministeriums oder Staatssekr. sowie des Rates des Bezirks verliehen. Die W. des Ministerrats wurde gemeinsam mit dem BuV des FDGB an ‚Republiksieger im Wettbewerb‘ verliehen. Dies waren die jeweils besten Betriebe oder Kombinate im Wettbewerb der VEB ausgewählter Industrie- und Wirtschaftszweige. Die W. des Min. oder Staatssekr. wurde gemeinsam mit den ZV der IG/Gew. an ‚Gruppensieger im Wettbewerb‘ des jeweiligen Industrie- oder Wirtschaftszweiges verliehen. Die W. des Rates des Bezirks wurde gemeinsam mit den BV des FDGB an ‚Siegerbetriebe im Bezirkswettbewerb der örtlich geleiteten Wirtschaft‘ verliehen. Zur W. gehörte jeweils eine Urkunde und eine Geldprämie, wobei die Prämien der W. des Min. oder Staatssekr. und des Rates des Bezirks 50 % von der der W. des Ministerrats betrugen. … Ab 1953 waren darüber hinaus die Betriebsleitungen und BGL verpflichtet, monatlich eine W. des Betriebes an die Abteilung mit den besten Ergebnissen im innerbetrieblichen Wettbewerb zu verleihen. A.W.“

Auch in der Sowjetunion und anderen sozialistischen Ländern war die Verleihung von Wanderfahnen üblich.